# Astracantha thracica
Astracantha thracica är en ärtväxtart som först beskrevs av August Heinrich Rudolf Grisebach, och fick sitt nu gällande namn av Dieter Podlech. Astracantha thracica ingår i släktet Astracantha och familjen ärtväxter.

## Underarter
Arten delas in i följande underarter:
- A. t. jankae
- A. t. monachorum
- A. t. thracica